# NGC 399
NGC 399 ist eine linsenförmige Galaxie vom Hubble-Typ SB0-a im Sternbild Fische auf der Ekliptik. Sie ist schätzungsweise 238 Millionen Lichtjahre von der Milchstraße entfernt und hat einen Durchmesser von etwa 60.000 Lichtjahren. Gemeinsam mit 21 weiteren Galaxien ist sie Mitglied der NGC 452-Gruppe (LGG 18).

Im selben Himmelsareal befinden sich u. a. die Galaxien NGC 379, NGC 387, NGC 398, NGC 403.
Das Objekt wurde am 7. Oktober 1874 von dem irischen Astronomen Lawrence Parsons entdeckt.